# Cavolinia tridentata
Cavolinia tridentata är en snäckart som först beskrevs av Carsten Niebuhr 1775.  Cavolinia tridentata ingår i släktet Cavolinia och familjen Cavoliniidae. Inga underarter finns listade i Catalogue of Life.

## Bildgalleri

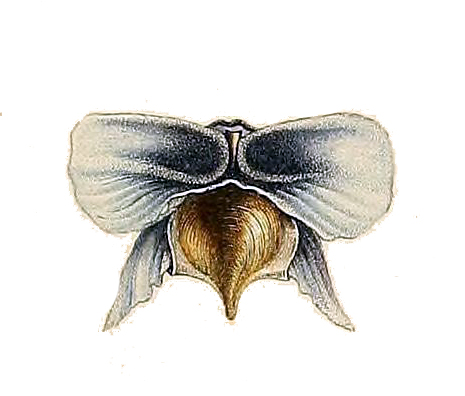